# Distribución de Maxwell-Jüttner
En física, la distribución de Maxwell-Jüttner es la distribución de velocidades de partículas en un gas hipotético de partículas relativistas. De forma similar a la distribución de Maxwell, la distribución de Maxwell-Jüttner considera a un gas ideal clásico en el que las partículas están diluidas y no interactúan unas con otras de forma significativa. La distinción con el caso de Maxwell es que se toman en cuenta los efectos de la relatividad especial. En el límite de bajas temperaturas T mucho menor que mc2/k (donde m es la masa del tipo de partícula que compone al gas, c es la velocidad de la luz y k es la constante de Boltzmann), esta distribución se vuelve idéntica a la distribución de Maxwell-Boltzmann.
Esta distribución puede ser atribuida a Ferencz Jüttner, quien la obtuvo en 1911. Se ha vuelto conocida con el nombre de distribución de Maxwell-Jüttner por analogía al nombre de la distribución de Maxwell-Boltzmann que es usaba comúnmente para referirse a la distribución de Maxwell.

## La función de distribución

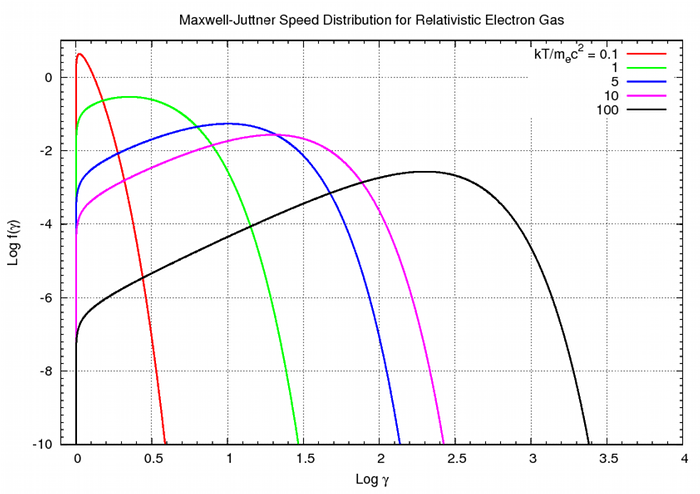
Distribución de Maxwell-Jüttner sobre el factor de Lorentz (maxwelliano relativista) para un gas a diferentes temperaturas. La rapidez se expresa en términos del factor de Lorentz.

A medida que el gas se calienta y kT se aproxima o excede mc2, la distribución de probabilidades de {\displaystyle \gamma =1/{\sqrt {1-v^{2}/c^{2}}}} en este gas maxwelliano relativista está dada por la distribución de Maxwell-Jüttner:
{\displaystyle f(\gamma )={\frac {\gamma ^{2}\beta }{\theta K_{2}(1/\theta )}}\exp \left(-{\frac {\gamma }{\theta }}\right)}
donde {\displaystyle \beta ={\frac {v}{c}}={\sqrt {1-1/\gamma ^{2}}},} {\displaystyle \theta ={\frac {kT}{mc^{2}}},} y {\displaystyle K_{2}} es la función de Bessel modificada de segunda especie.
Alternativamente, se puede escribir en términos de la cantidad de movimiento:
{\displaystyle f(\mathbf {p} )={\frac {1}{4\pi m^{3}c^{3}\theta K_{2}(1/\theta )}}\exp \left(-{\frac {\gamma (p)}{\theta }}\right)}
donde {\displaystyle \gamma (p)={\sqrt {1+\left({\frac {p}{mc}}\right)^{2}}}}. La ecuación de Maxwell-Jüttner es covariante —pero no en forma manifiesta— y la temperatura del gas no varía con su rapidez neta.

## Limitaciones
Algunas limitaciones de las distribuciones de Maxwell-Jüttner son compartidas con el gas clásico ideal: se desprecian las interacciones y los efectos cuánticos. Una limitación adicional (que no es importante en los gases ideales clásicos) es que la distribución de Maxwell-Jüttner desprecia las antipartículas.
Si se permite la creación partícula-antipartícula, entonces una vez que la energía térmica kT es una fracción significativa de mc2, la creación partícula-antipartícula ocurrirá y comenzará a incrementar el número de partículas a la vez que se generan antipartículas (el número de partículas no se conserva pero, sin embargo, la cantidad conservada es la diferencia entre el número de partículas y el de antipartículas). La distribución térmica resultante dependerá del potencial químico que relaciona la diferencia de número de partículas-antipartículas conservadas. Otra consecuencia de esto es que se vuelve necesario incorporar mecánicas estadísticas para partículas indistinguibles, porque las probabilidades de ocupación para estados de baja energía cinética se vuelven del orden unitario. Para los fermiones es necesario utilizar la estadística de Fermi-Dirac y el resultado es análogo a la generación térmica de pares de huecos de electrón en semiconductores. Para partículas bosónicas, es necesario usar la estadística de Bose-Einstein.